# كريستين فري سيغوردسون
كريستين فري سيغوردسون هو لاعب كرة قدم آيسلندي في مركز الوسط، ولد في 25 ديسمبر 1991 في ريكيافيك في آيسلندا. لعب مع نادي سوندسفال ‏.

## وصلات خارجية
- كريستين فري سيغوردسون على موقع الاتحاد الأوربي (الإنجليزية)
- كريستين فري سيغوردسون على موقع قاعدة بيانات كرة القدم.إي يو (الإنجليزية)
- كريستين فري سيغوردسون على موقع Soccerway.com (الإنجليزية)